# Marie-Antoinette d'Autriche dans l'art et la culture

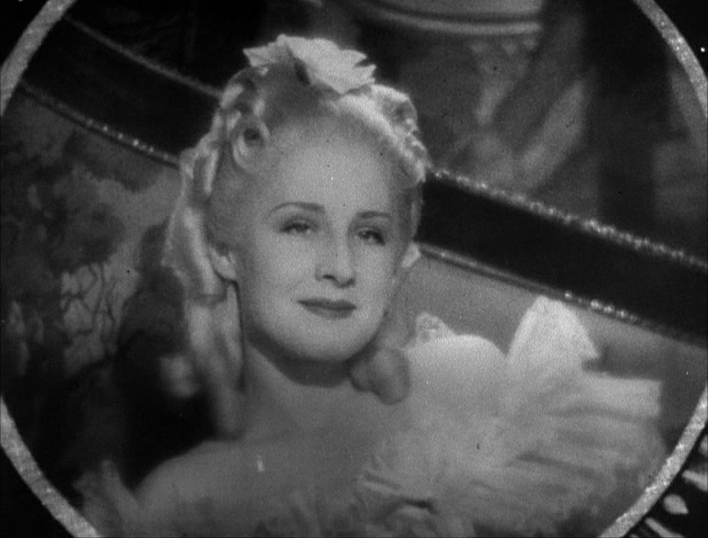
Norma Shearer incarnant la reine dans le film américain Marie-Antoinette de W. S. Van Dyke, en 1938.

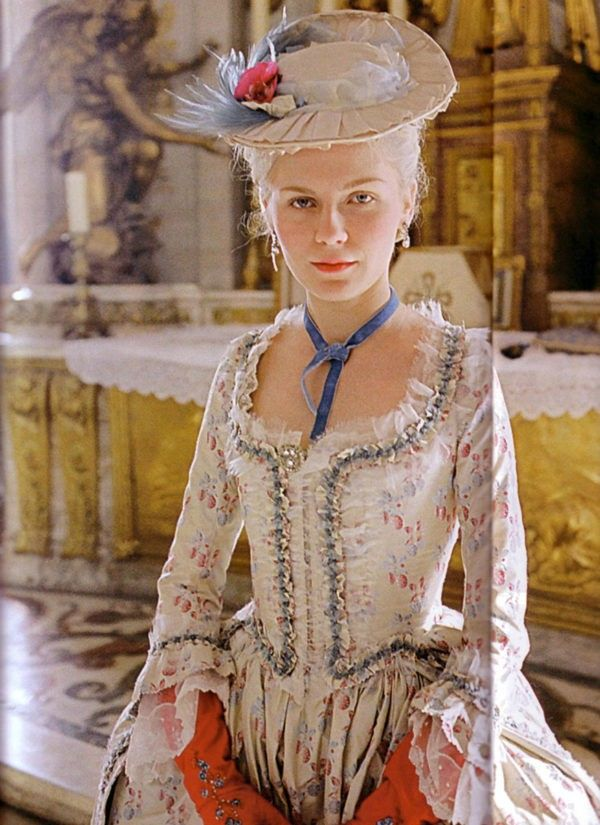
Kirsten Dunst incarnant la reine dans le film américain Marie-Antoinette, en 2006.

Marie-Antoinette a inspiré 68 films, notamment Marie-Antoinette de W. S. Van Dyke avec Norma Shearer (1938), L’Affaire du collier de la reine de Marcel L'Herbier avec Marion Dorian (1946), Cagliostro de Gregory Ratoff avec Nancy Guild (1949), Si Versailles m'était conté... de Sacha Guitry avec Lana Marconi (1953) ou encore Marie-Antoinette de Sofia Coppola avec Kirsten Dunst (2006).

## Filmographie
Pour l'historien Jean Tulard, elle est « probablement la reine de France qui a été la plus mise en scène au cinéma ».

### Cinéma
- 1903 : Marie-Antoinette de Vincent Lorant-Heilbronn, actrice non créditée.
- 1908 : Une aventure de Marie-Antoinette de Georges Denola
- 1909 : Le Collier de la reine d’Étienne Arnaud et Louis Feuillade avec Renée Carl.
- 1910 : 
  - La Fin d’une royauté d’André Calmettes avec Blanche Dufresne.
  - Une aventure secrète de Marie-Antoinette de Camille de Morlhon avec Yvonne Mirval.
- 1911 : L’Affaire du collier de la reine de Camille de Morlhon avec Jeanne Provost.
- 1914 : 
  - Du Barry de Mario Caserini avec Miss Robinson
  - Le Chevalier de Maison-Rouge d’Albert Capellani avec Léa Piron.
- 1915 : DuBarry d’Edoardo Bencivenga avec Miss Robinson.
- 1920 : Pages arrachées au livre de Satan de Carl Theodor Dreyer avec Tenna Kraft.
- 1922 : 
  - Marie Antoinette, das Leben einer Königin de Rudolf Meinert avec Diana Karenne
  - Die Rosenkreutzer de Robert Land avec Mlle Bresin.
- 1923 : 
  - Scaramouche de Rex Ingram avec Clotilde Delano.
  - L'Enfant-roi de Jean Kemm avec Andrée Lionel.
- 1924 : Janice Meredith d’E. Mason Hopper avec Princess De Bourbon
- 1927 : Napoléon d'Abel Gance avec Suzanne Bianchetti.
- 1929 : Le Collier de la reine de Gaston Ravel avec Diana Karenne.
- 1930 : Capitaine de la garde de John S. Robertson et Pál Fejös avec Evelyn Beatrice Hall.
- 1934 : Madame du Barry de William Dieterle avec Anita Louise.
- 1938 : 
  - La Marseillaise de Jean Renoir avec Lise Delamare.
  - Marie-Antoinette de W. S. Van Dyke avec Norma Shearer.
  - Remontons les Champs-Élysées de Sacha Guitry avec Anna Scott.
- 1946 : L’Affaire du collier de la reine de Marcel L'Herbier avec Marion Dorian.
- 1949 : Cagliostro de Gregory Ratoff avec Nancy Guild.
- 1951 : L’Impératrice Marie-Thérèse d’Emile Edwin Reinert avec Loni von Friedl
- 1952 : Scaramouche de George Sidney avec Nina Foch.
- 1953 : Si Versailles m'était conté... de Sacha Guitry avec Lana Marconi.
- 1954 : 
  - Le Prince au masque rouge de Vittorio Cottafavi avec Renée Saint-Cyr.
  - Madame du Barry de Christian Jaque avec Isabelle Pia.
- 1955 :
  - Si Paris nous était conté... de Sacha Guitry avec Lana Marconi.
  - Marie-Antoinette reine de France de Jean Delannoy avec Michèle Morgan.
- 1957 : L'Histoire de l'humanité de Irwin Allen avec Marie Wilson.
- 1958 : La Mort de Marie-Antoinette de Stellio Lorenzi avec Annie Ducaux.
- 1959 : John Paul Jones, maître des mers de John Farrow avec Susana Canales.
- 1962 : La Fayette de Jean Dréville avec Liselotte Pulver.
- 1963 : Le Chevalier de Maison-Rouge de Claude Barma avec Annie Ducaux.
- 1966 : Reign of Terror de Sobey Martin avec Monique LeMaire.
- 1970 : Commencez la révolution sans nous de Bud Yorkin avec Billie Whitelaw.
- 1973 : Terror in the Wax Museum de Georg Fenady avec Rickie Wei.
- 1979 : Lady Oscar de Jacques Demy avec Christine Böhm.
- 1981 : La Folle Histoire du monde de Mel Brooks avec Fiona Richmond.
- 1982 : La Nuit de Varennes de Ettore Scola avec Éléonore Hirt.
- 1985 : Liberté, Égalité, Choucroute de Jean Yanne avec Ursula Andress.
- 1989 :
  - L'Autrichienne de Pierre Granier-Deferre avec Ute Lemper.
  - La Révolution française de Robert Enrico et Richard T. Heffron avec Jane Seymour.
  - L'Été de la révolution de Lazare Iglesis  avec Brigitte Fossey.
  - Marie Antoinette, reine d'un seul amour de Caroline Huppert  avec Emmanuelle Béart.
- 1995 : Jefferson à Paris de James Ivory avec Charlotte de Turckheim.
- 1996 : Ridicule de Patrice Leconte avec Mirabelle Kirkland
- 2001 : L'Affaire du collier de Charles Shyer Joely Richardson.
- 2005 : Marie-Antoinette de David Grubin, avec Caroline Bernard.
- 2006 : Marie-Antoinette de Sofia Coppola avec Kirsten Dunst.
- 2012 : Les Adieux à la reine de Benoît Jacquot avec Diane Kruger.
- 2014 : M. Peabody et Sherman : Les Voyages dans le temps de Rob Minkoff avec Lauri Fraser.
- 2018 : Un peuple et son roi de Pierre Schoeller avec Maëlia Gentil.
- 2023 : 
  - Chevalier de Stephen Williams avec Lucy Boynton.
  - Jeanne du Barry de Maïwenn avec Pauline Pollmann.
  - Napoléon de Ridley Scoot avec Catherine Walker.
- 2024 : Le Déluge de Gianluca Jodice avec Mélanie Laurent.
- 2025 : La Rose de Versailles, adaptation en film d'animation du manga écrit et dessiné par Riyoko Ikeda.

### Télévision
- 1964 : Marie-Antoinette est représentée en tant que poupée décapitée dans la série La Famille Addams.
- 1975 : 
  - Marie-Antoinette de Guy-André Lefranc, avec Geneviève Casile.
  - La Tulipe noire de Yoshiyuki Tomino et Masaaki Ōsumi avec Anne Kerylen.
- 1978 : La Nuit de l'été de Jean-Claude Brialy avec Marina Vlady.
- 1979 : Lady Oscar de Osamu Dezaki avec Amélie Morin.
- 2004 : Marie Antoinette : de Versailles à l'échafaud de Gabriel Wengler.
- 2006 : Marie-Antoinette de Francis Leclerc et Yves Simoneau, avec Karine Vanasse.
- 2008 : Marie-Antoinette intime, émission Secrets d'histoire.
- 2009 : Ce Jour-là, tout a changé : L'évasion de Louis XVI de Arnaud Sélignac avec Estelle Skornik.
- 2011:
  - L’Affaire du collier de la reine de Ghislain Vidal avec Lorraine de Sazagan.
  - Louis XVI, l'homme qui ne voulait pas être roi de Thierry Binisti avec Raphaëlle Agogué.
- 2012 : 
  - Marie-Antoinette, la véritable histoire de Yves Simoneau avec Karine Vanasse.
  - L'Ombre d'un doute de Frank Ferrand, épisode Fallait-il condamner Marie-Antoinette ?
- 2017 : Marie-Thérèse, impératrice et mère de Monika Czernin et Ernst Gossner avec Magdalena Mair.
- 2018 : 
  - Marie-Antoinette, ils ont jugé la reine d'Alain Brunard avec Maud Wyler et Hannah Boudru (enfant)
  - Le Versailles secret de Marie-Antoinette[2] de Sylvie Faiveley et Mark Daniels.
- 2019 : Marie-Antoinette : ils ont jugé la reine de Alain Brunard avec Maud Wyler. (repris sous forme documentaire sur Arte en octobre 2021)
- 2020 : 
  - Les Favoris de Marie-Antoinette, émission Secrets d'histoire.
  - La case du siècle - Marie Antoinette, les derniers secrets d'une reine documentaire de Daniel Ablin , avec Aurélie Palovitch.
  - Legends of Tomorrow de Avi Youabian, épisode Et Vice et Versailles
- 2021 : Selfie'storique, épisode Marie-Antoinette de Louise D avec Louise D.
- 2022 : 
  - Marie-Antoinette, L'insouciance guillotinée de Jean-Christophe de Revière et Francis Côté.
  - Marie Antoinette de Pete Travis, Geoffrey Enthoven et Deborah Davis, avec Emilia Schüle.
  - La Guerre des trônes, la véritable histoire de l'Europe (saison 6), d'Alain Brunard et Vanessa Pontet, avec Marina Delmonde
- 2024 : Franklin de Kirk Ellis et Howard Korder avec Maria-Victoria Dragus.
- 2025 : Marie-Antoinette confidentielle, série documentaire et Richard Puech et Sébastian Perez-Pezzani.

## Iconographie
De 1779 à 1800, l’artiste française Élisabeth Vigée-Le Brun a fait une trentaine de portraits de Marie-Antoinette, dont l'un fut interprété en gravure par Jean-César Macret. Elle fut la première femme nommée peintre de la Cour.

## Expositions
- 1867 : Marie-Antoinette, exposition organisée à la demande de l'impératrice Eugénie de Montijo au Petit Trianon à Versailles, lors de l'Exposition universelle de 1867.
- 1894 : Marie-Antoinette et son temps, exposition s'étant déroulée à la galerie Sedelmeyer à Paris.
- 1955 : Marie-Antoinette, exposition faite pour célébrer le bicentenaire de sa naissance, s'étant déroulée au château de Versailles, du 16 mai au 2 novembre 1955.
- 2008 : Marie-Antoinette, exposition s'étant déroulée au Grand Palais (Paris), du 15 mars au 30 juin 2008.
- 2019 : Marie-Antoinette, métamorphoses d’une image, exposition s'étant déroulé à la Conciergerie à Paris, du 16 octobre 2019 au 26 janvier 2020.
- 2023 : Louis XVI, Marie-Antoinette et la Révolution. La famille royale aux Tuileries (1789-1792), exposition s'étant déroulée aux Archives nationales de France, du 29 mars au 6 novembre 2023.

## Littérature
- Danny Saunders, Les reines tragiques - Marie-Antoinette : la souveraine maudite, roman historique, Les éditeurs réunis, 2010  (ISBN 978-2-8958-5075-5)
- Alexandre Dumas, Mémoires d'un médecin (1847- 1852) :
  - Joseph Balsamo,
  - Le Collier de la Reine
  -  Ange Pitou
  - La Comtesse de Charny
- Alexandre Dumas, Le Chevalier de Maison-Rouge, 1846
- Stefan Zweig, Marie-Antoinette, biographie, 1933
- Joslan F. Keller, Opération Marie-Antoinette, premier épisode de la série jeunesse Via Temporis, Scrinéo Jeunesse, 2011  (ISBN 978-2-9534-9546-1)
- Evelyn Farr, Marie-Antoinette et le comte de Fersen: La correspondance secrète, 2016

## Théâtre
- 1973 : La Révolution française, comédie musicale de Claude-Michel Schönberg et Raymond Jeannot, avec Franca di Rienzo.
- 1993 : Je m'appelais Marie-Antoinette, mise en scène de Robert Hossein avec Caroline Sihol.
- 2006: Marie-Antoinette de Sylvester Levay, comédie musicale Japonaise s'étant déroulé, de 2006 jusqu'à 2007, puis de 2018 jusqu'à 2019. Adapté en Corée du Sud (2014, 2019), Allemagne (2009, 2012) et en Hongrie (2016).
- 2012 : 1789 : Les Amants de la Bastille, comédie musicale de Dove Attia et Albert Cohen, avec Roxane le Texier (Marie-Antoinette)
- 2016 : Marie-Antoinette et le Chevalier de Maison-Rouge, comédie musicale de Didier Barbelivien avec Kareen Antonn.

## Jeux vidéos
- 2010 : 
  - Marie-Antoinette et la guerre d'indépendance américaine, épisode 1 : La Fraternité du Loup , développé par Némopolis.
  - Énigmes & Objets cachés : le destin de Marie-Antoinette, développé par Micro Application.
- 2012 : Marie-Antoinette et les Disciples de Loki, développé par Némopolis
- 2014 : Assassin's Creed Unity, développé par Ubisoft.
- 2015 : Fate/Grand Order, développé par Delightworks.
- 2018 : Identity V, développé par NetEase.
- 2019 : We. The Revolution, développé par Polyslash.
- 2022 : Steelrising, développé par Spiders.